# Saint-Laurent-des-Hommes
Saint-Laurent-des-Hommes è un comune francese di 1 048 abitanti situato nel dipartimento della Dordogna nella regione della Nuova Aquitania.

## Società

### Evoluzione demografica
Abitanti censiti